# شوجب أنغولي
شوجب أنغولي (الاسم العلمي:Premna angolensis) هو نوع من النباتات يتبع جنس الشوجب من الفصيلة الشفوية.